# Liburnia anthracina
Liburnia anthracina är en insektsart som beskrevs av Géza Horváth 1909. Liburnia anthracina ingår i släktet Liburnia och familjen sporrstritar.
Artens utbredningsområde är Spanien. Inga underarter finns listade i Catalogue of Life.